# Elaeocarpus simaluensis
Elaeocarpus simaluensis är en tvåhjärtbladig växtart som beskrevs av R. Weibel. Elaeocarpus simaluensis ingår i släktet Elaeocarpus och familjen Elaeocarpaceae. Inga underarter finns listade i Catalogue of Life.